# Dynastia justyniańska
Dynastia justyniańska – dynastia władająca Cesarstwem Bizantyjskim w latach 518-602. Wywodziła się ona od Justyna, wieśniaka trackiego pochodzącego z Naissus (dzisiejszy Nisz). Walczył on w armii rzymskiej, potem był dowódcą straży pałacowej ekskubitorów, a następnie po śmierci Anastazjusza został cesarzem Bizancjum. Po nim rządził jego siostrzeniec Justynian I Wielki. Za jego czasów Bizancjum osiągnęło największą świetność w swych dziejach. 

## Cesarze bizantyńscy
- Justyn I 518-527
- Justynian I Wielki 527-565
- Justyn II 565-578
- Tyberiusz II Konstantyn 578-582
- Maurycjusz 582-602
- Teodozjusz (współcesarz) 590-602